# Mohamad Aniq Bin Kasdan
Mohamad Aniq Bin Kasdan, né le 16 juin 2002, est un haltérophile malaisien.

## Carrière
Aux Championnats du monde d'haltérophilie 2021 à Tachkent, il obtient une médaille d'argent à l'épaulé-jeté dans la catégorie des moins de 55 kg, devenant ainsi le premier médaillé mondial dans l'histoire de l'haltérophilie malaisienne. Il est aussi sacré champion du Commonwealth dans cette catégorie à cette occasion,.